# Călifar alb
Călifarul alb (Tadorna tadorna) este o specie de pasăre de apă din genul Tadorna. Este răspândită și comună în regiunea palearctică euro-siberiană, cuibărește în principal în regiunile temperate și iernează în regiunile subtropicale; iarna, poate fi întâlnită și în Magreb.

## Taxonomie
În 1758, naturalistul suedez Carl Linnaeus a denumit oficial călifarul alb în cea de-a zecea ediție a lucrării sale Systema Naturae sub numele binomial Anas tadorna. Linnaeus și-a bazat în mare parte descrierea pe lucrarea "The Sheldrake or Burrough-Duck", care fusese descris și ilustrat în 1731 de naturalistul englez Eleazar Albin. Epitetul specific provine din cuvântul francez Tadorne pentru această specie, un nume care a fost folosit de naturalistul francez Pierre Belon în 1555. Este posibil să provină inițial din rădăcini celtice care înseamnă „pasăre de apă pițigăiată”. Linnaeus a specificat că localitatea tip este Europa, dar în 1761 a restrâns acest lucru la Suedia. În prezent, călifarul alb este încadrat în genul Tadorna, care a fost introdus în 1822 de zoologul german Friedrich Boie. Specia este monotipă: nu sunt recunoscute subspecii.

## Galerie

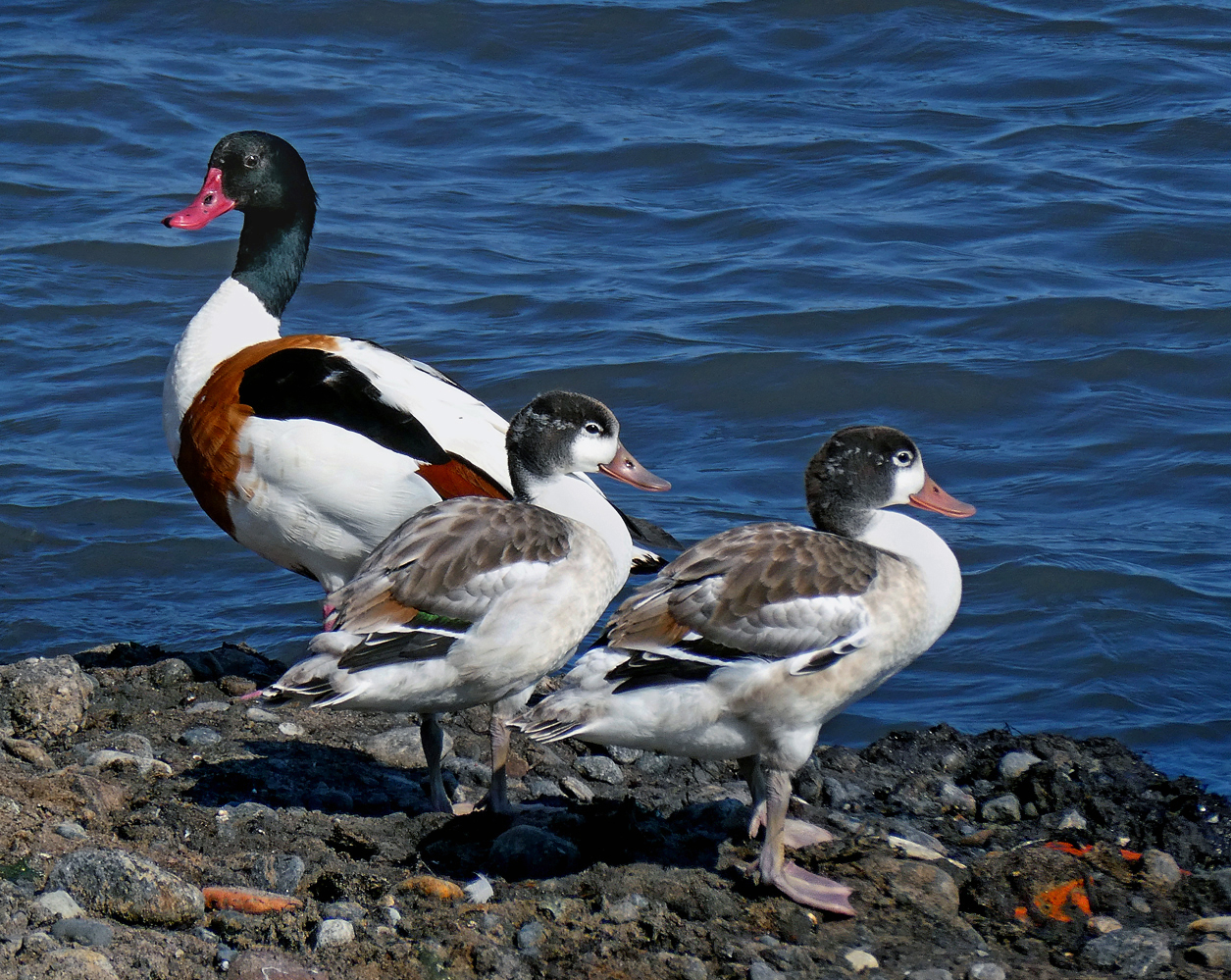
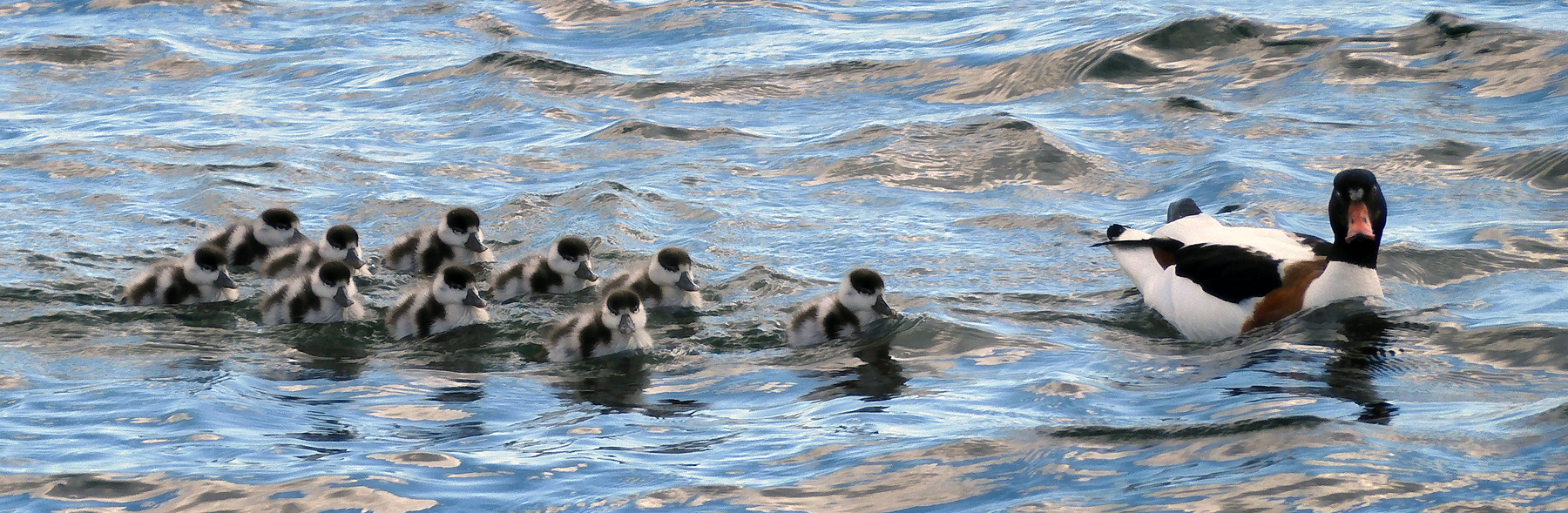
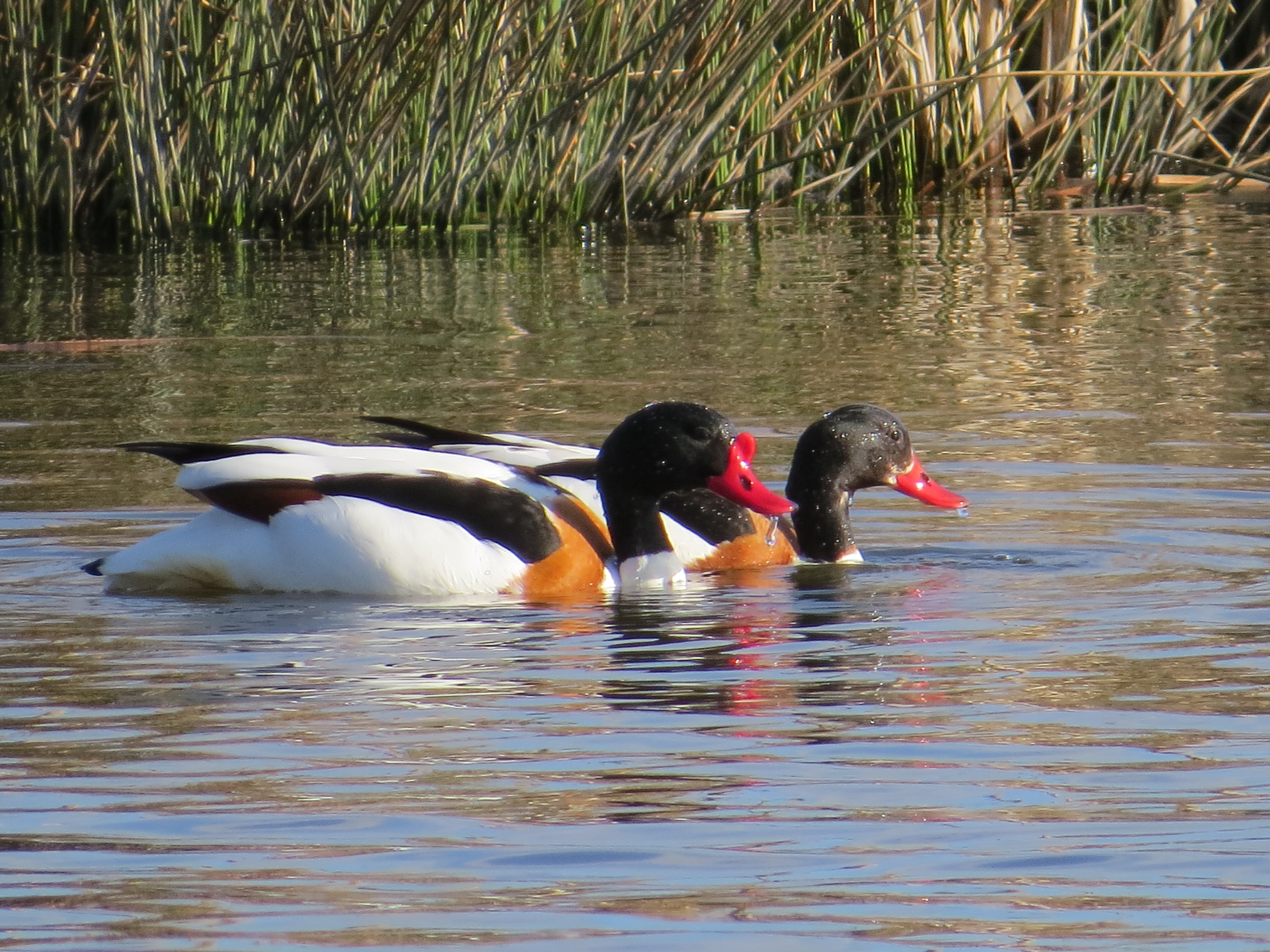
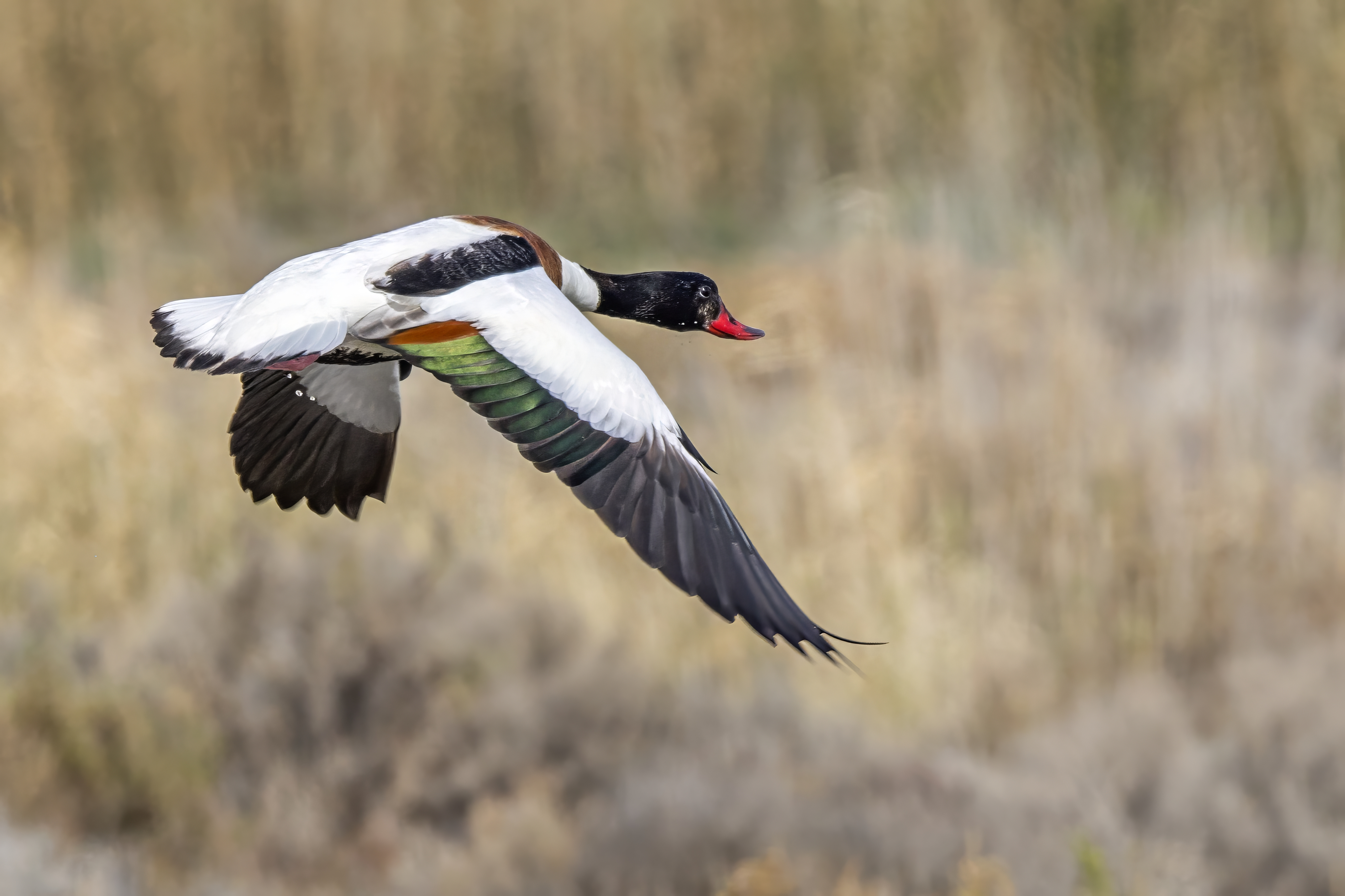
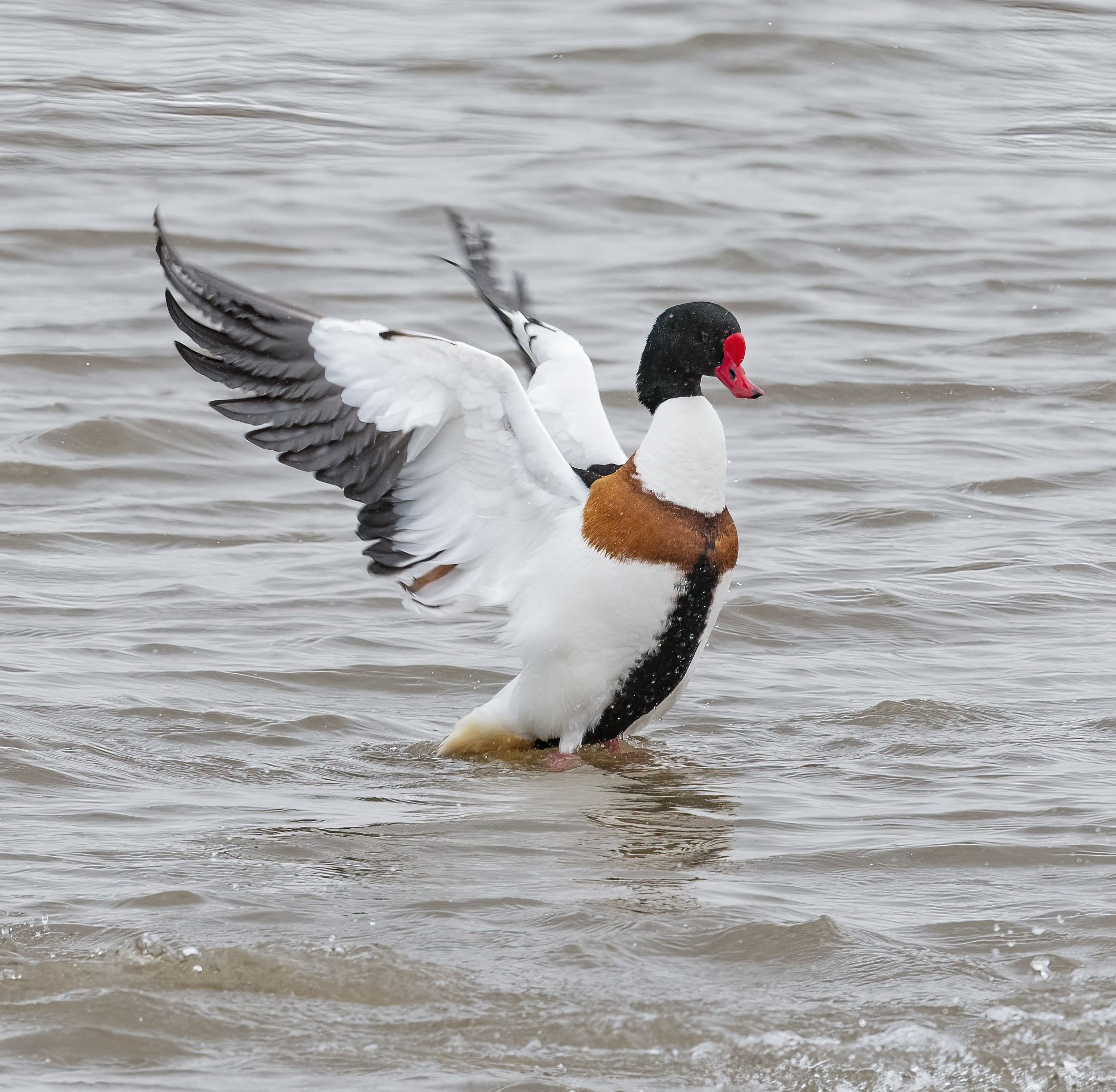
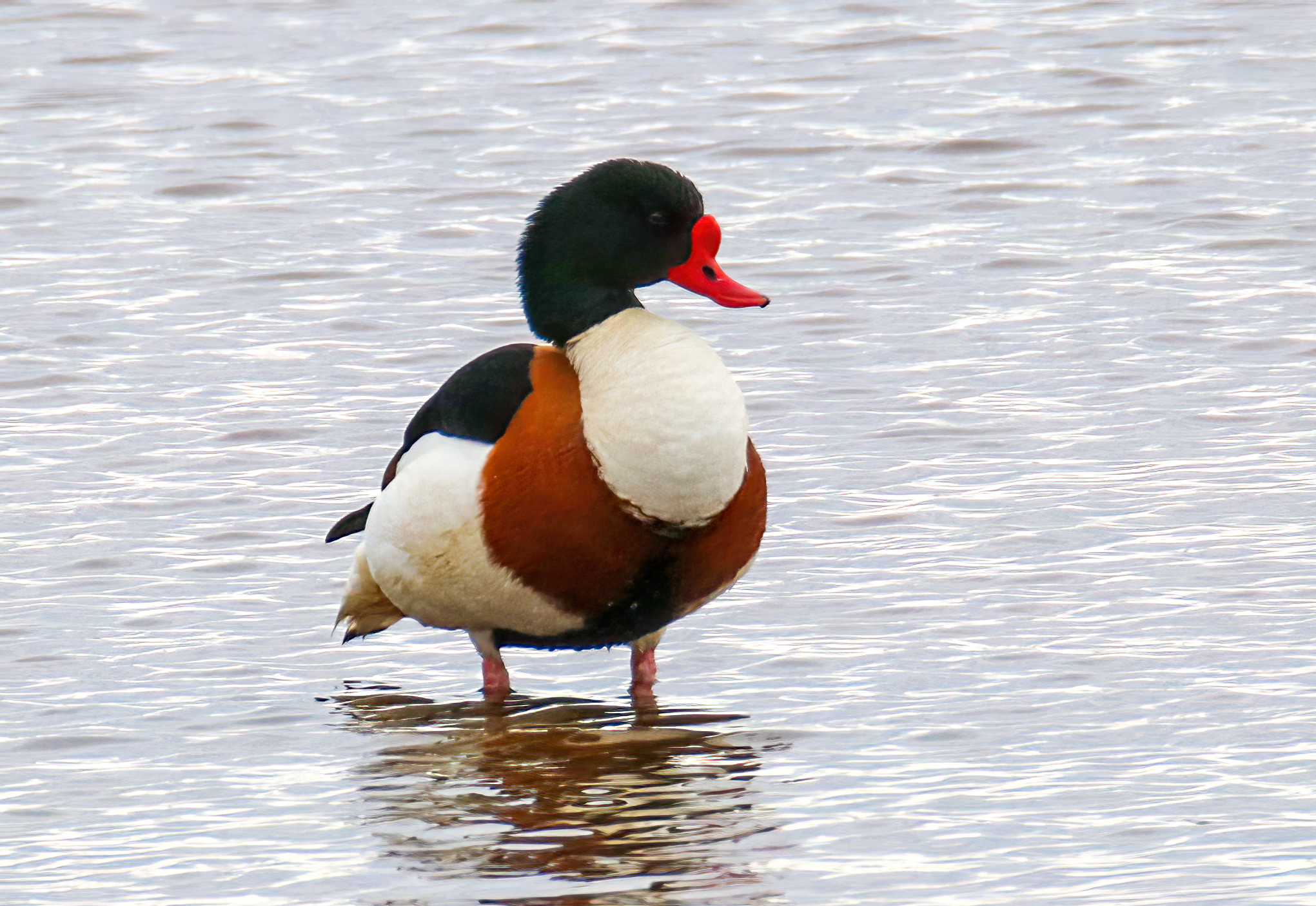